# Jordania na Mistrzostwach Świata w Lekkoatletyce 2009
Jordania na Mistrzostwach Świata w Lekkoatletyce 2009 reprezentowana była przez 2 zawodników – 1 mężczyznę i 1 kobietę. Oboje odpadli w eliminacjach.

## Występy reprezentantów Jordanii

### Mężczyźni
| Konkurencja   | Zawodnik           | Eliminacje | Eliminacje | Ćwierćfinał   | Ćwierćfinał   | Półfinał      | Półfinał      | Finał         | Finał         |
| Konkurencja   | Zawodnik           | Wynik      | Poz.       | Wynik         | Poz.          | Wynik         | Poz.          | Wynik         | Poz.          |
| ------------- | ------------------ | ---------- | ---------- | ------------- | ------------- | ------------- | ------------- | ------------- | ------------- |
| Bieg na 200 m | Khalil Al Hanahneh | 21,98      | 56.        | Nie awansował | Nie awansował | Nie awansował | Nie awansował | Nie awansował | Nie awansował |

### Kobiety
| Konkurencja   | Zawodniczka    | Eliminacje | Eliminacje | Półfinał       | Półfinał       | Finał          | Finał          |
| Konkurencja   | Zawodniczka    | Wynik      | Poz.       | Wynik          | Poz.           | Wynik          | Poz.           |
| ------------- | -------------- | ---------- | ---------- | -------------- | -------------- | -------------- | -------------- |
| Bieg na 400 m | Rania Alqebali | 1:00,90 SB | 38.        | Nie awansowała | Nie awansowała | Nie awansowała | Nie awansowała |